# Sant Fruitós de Perves
Sant Fruitós de Perves és l'antiga església parroquial romànica del poble de Perves, de l'antic terme de Viu de Llevata, actualment pertanyent al terme del Pont de Suert. Gairebé no conserva res del temple romànic, ja que fou del tot remodelada en època barroca. Només la documentació ens permet datar-la en aquella època, ja que està documentada des del segle xi. Era una de les possessions del monestir de Santa Maria de Lavaix. És un edifici protegit com a bé cultural d'interès local.

## Descripció
És una església d'una nau amb capelles i sagristia laterals. Ha estat modificada i es troben restes de tosca als murs, corresponents a l'enderrocada església romànica. A la façana principal la porta d'accés té un arc de mig punt i una rosassa senzilla que il·lumina el cor i les galeries laterals; a l'esquerra s'aixeca un campanar vuitavat amb una obertura i campana, cobert amb lloses de pissarra.

## El Crist de Perves
En aquesta església es trobava el Crist de Perves. Aquesta escultura de fusta, datada a la segona meitat del segle xiii ens presenta Crist clavat a la creu. Els dos peus van ser clavats en un clau únic. Al peu dret, la posició i el pes violenten els plecs o arrugues de la pell. Sota cadascun dels genolls hi ha una incisió doble. La forma d'estilitzar l'estén i els braços repeteixen els del Crist romànic del davallament de l'església d'Erill la Vall, ara repartit entre el Museu Episcopal de Vic i el Museu Nacional d'Art de Catalunya.
Al cap, hi duu una corona d'espines que, ara molt escapçades, s'insereixen en forma de clavilles. Es tracta d'un cas poc freqüent, però comprensible en una zona muntanyenca amb unes comunicacions restringides. Això sí, combinant un model destacat com ara el Crist d'Erill amb les innovacions expressionistes pròpies dels crists sofrents de la segona meitat del segle xiii i fins i tot de vora l'any 1300: corona d'espines molt acusada, braços enlairats i un cert expressionisme proper al del Crist del davallament de Santa Maria de Taüll, en el qual es repeteixen detalls anatòmics que ja trobàvem a Erill, com el doble séc sota els genolls. Actualment el Crist de Perves es pot veure al Museu de Lleida Diocesà i Comarcal.